# Rosa (cráter)
Rosa es un pequeño cráter de impacto situado en la cara visible de la Luna, al este del cráter Brayley y al sur de Euler. Sus vecinos más cercanos son los cráteres Ango al norte y Akis al sureste. En el noroeste del cráter se halla el Mons Vinogradov; en el norte la Rima Euler; y en el oeste la Rima Wan-Yu y la Catena Pierre.
|  |

El cráter tiene forma circular, con un borde de unos 127 metros de altura sobre el terreno circundante.
Su designación hace referencia a un nombre originalmente no oficial rotulado en la página 39C2/S1 de la serie de planos del Lunar Topophotomap de la NASA. Fue adoptada por la UAI en 1976.